# Église de Konginkangas
L'église de Konginkangas (finnois : Konginkankaan kirkko) est une église luthérienne située dans le quartier Konginkangas d'Äänekoski en Finlande.

## Architecture
L'édifice a le même style que celui des églises de Kaustinen et d'Evijärvi.
L'église est construite pendant la famine en Finlande de 1866-1868 et elle ouvrira sans être peinte et le clocher ne sera construit qu'en 1880.
À l'origine, l'église a une tour centrale octogonale. 
En 1899, l'architecte régional Karl Viktor Reinius conçoit des modifications de l'église. 
La toiture prendra une forme en coupole et on lui ajoutera des décorations et des vitraux.
Le retable représentant Le christ sur la croix est peint en 1912 par Alexandra Frosterus-Såltin. 
Les orgues à 16 jeux sont fabriquées en 1981 par la fabrique d'orgues de Kangasala.